# Pizzo Proman
Il Pizzo Proman (2098 metri s.l.m.) è un rilievo delle Alpi Ticinesi e del Verbano appartenente alle Alpi Lepontine, nella Provincia del Verbano-Cusio-Ossola in Piemonte

## Caratteristiche

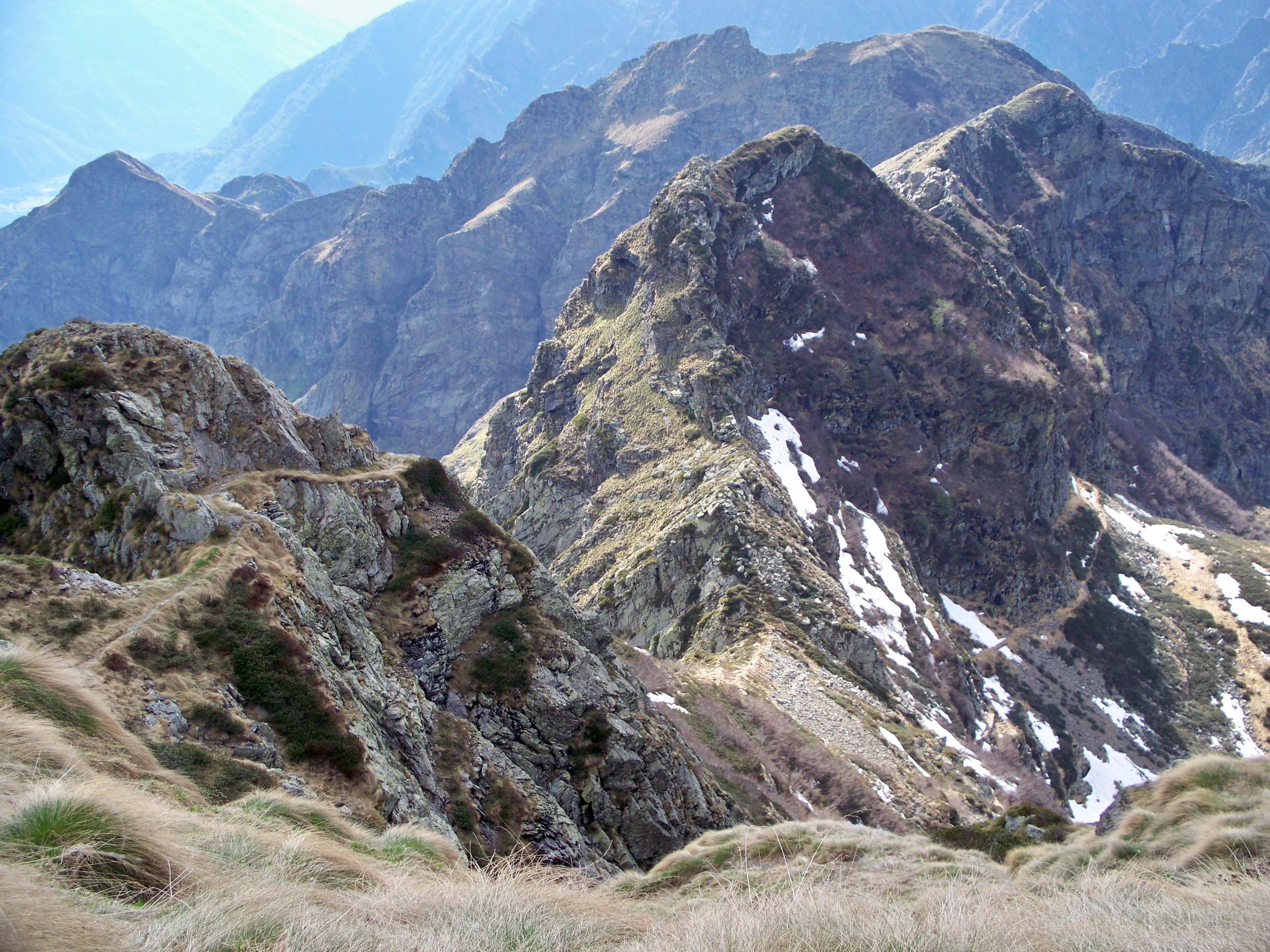
Sentiero per il Proman

La montagna fa parte della catena che partendo dal Monte Faiè fino alla Testa di Menta divide, con i suoi imponenti versanti, ad ovest la Val d'Ossola e ad est la Val Grande. Situato tra i comuni di Premosello Chiovenda e San Bernardino Verbano fa parte del Parco Nazionale della Val Grande. 

## Storia
Nel 1916 venne costruita una mulattiera militare per raggiungere la vetta dove vennero realizzati dei punti di osservazione e segnalazione, facente parte della Linea Cadorna.

## Accesso alla vetta
Dal versante ossolano partendo da Premosello Chiovenda si raggiunge la frazione di Colloro, da qui si sale fino alla Colma di Premosello, dove è presente anche il bivacco del Parco nazionale, andando verso sud si trova la mulattiera che conduce alla vetta.
Dal versante valgrandino si seguono le indicazioni per la Colma di Premosello.